# 小島 (台東區)
小島（日语：／ Kojima */?）是東京都台東區的地名。現行行政地名為小島一丁目與小島二丁目。2013年8月1日為止的人口有3,377人。郵遞區號為111-0056。

## 地理
位於台東區南部。東至左衛門橋通，接三筋。南連鳥越。西至清洲橋通，接台東。北至春日通，接元浅草。町域內為住商混合區。

## 歷史
舊淺草區小島町。

### 地名由來
源自於開發此地的商人小島屋由之助。

## 交通
北部春日通下有都營地下鐵大江戶線、筑波快線新御徒町站。

## 設施
- 台東區立小島公園
- 小島藝術廣場

## 備註
1. ↑  住民基本台帳による町丁名別世帯人口数 平成２５年８月１日現在[永久]